# ۲۱۷ (قمری)
۲۱۷ (قمری)، دویست و هفدهمین سال در گاهشماری هجری قمری است. اول محرم این سال برابر با یازدهم فوریه سال ۸۳۲ میلادی است.

## وابسته
- اغلبیان